# Saint Kotar
Saint Kotar ist ein Point-and-Click-Adventure, das von The-Mark Entertainment (früher bekannt als Red Martyr Entertainment) entwickelt und von Soedesco veröffentlicht wurde. Es wurde am 28. Oktober 2021 für Microsoft Windows veröffentlicht.

## Spielmechanik
Das Spiel spielt in der ländlichen Stadt Sveti Kotar in Kroatien, wo zwei Charaktere, Benedek Dohnany und Nikolay Kalyakin, eine Reihe von Morden aufdecken, die mit Hexerei in Verbindung stehen. Der Spieler steuert beide Charaktere, spricht mit NSCs und benutzt Gegenstände, um in der Geschichte voranzukommen. An bestimmten Stellen der Geschichte kann der Spieler den Ausgang von Gesprächen und bestimmte Handlungspunkte beeinflussen, indem er verschiedene Dialogoptionen wählt. Außerdem kann der Spieler mehr als 70 Orte entdecken und Nebenhandlungen freischalten, um mehr über die Geschichte zu erfahren.

## Handlung
Zwei fromme Männer, Benedek und sein Schwager Nikolay, wachen nach Albträumen in einem Haus in Sveti Kotar auf. Gemeinsam versuchen sie, Benedeks Schwester Viktoria zu finden, die auf mysteriöse Weise verschwunden ist. Auf ihrem Weg lernen sie die Einheimischen kennen und erfahren von seltsamen Vorfällen im Tal. Um Hinweise auf den Verbleib von Viktoria zu finden, müssen sie eine Reihe von Morden und Verschwinden in der kleinen katholischen Gemeinde untersuchen. Je nach den Handlungen des Spielers und den Dialogoptionen können verschiedene Enden erreicht werden.

## Entwicklung
Die Entwicklung dauerte fünf Jahre. Das Spiel wurde durch eine Kickstarter-Kampagne finanziert, bei der insgesamt 50.178 Euro zusammenkamen. Das Unternehmen veröffentlichte zuvor einen kostenlosen Prolog mit dem Titel The Yellow Mask, der im Magazin The Escapist von der Autorin Amy Davidson als „tarke Grundlage für einen extrem gruseligen Krimi“ beschrieben wurde. Zu den Synchronsprechern gehörte unter anderem Happy Anderson. Das Spiel wurde auf Englisch geschrieben und in 14 verschiedene Sprachen, darunter Deutsch, übersetzt.

## Rezeption
RageQuitGR bewertete das Spiel mit 70 % und sagte: „Saint Kotar ist eine lohnende Erfahrung für Fans von Horrorgeschichten, da der Schwerpunkt mehr auf der Handlung und den Dialogen als auf den Rätseln liegt.“
Hey Poor Player gab eine Bewertung von 2,5 von 5 Punkten und sagte: „Saint Kotar erzählt eine fesselnde Geschichte, die Horrorfans zufriedenstellen sollte, und es gibt Momente, die wirklich verstörend sind. Leider reicht das nicht aus, um Saint Kotar vor seinen Unzulänglichkeiten zu bewahren. Das Zeug zu einem wirklich großartigen Spiel ist vorhanden, aber es steht sich zu sehr selbst im Weg. Der größte Fehler von Saint Kotar und das, was es ausbremst, ist seine eigene Unbeholfenheit in Bezug auf die Ausführung, die Charaktere, die Darbietungen und die überraschende Wendung am Ende.“